# Oscar Ruggeri
Oscar Alfredo Ruggeri (Rosario, 26 januari 1962) is een voormalig Argentijns voetballer die onder andere voor Boca Juniors, River Plate en Real Madrid uitkwam. Ruggeri speelde ook voor de Argentijnse nationale ploeg. Na zijn carrière als profvoetballer fungeerde hij ook een tijdje als coach bij vooral Zuid-Amerikaanse clubs.

## Clubcarrière
Ruggeri startte zijn carrière bij Boca Juniors waar hij samen met Diego Maradona in 1981 landskampioen werd. In 1985 verliet hij de club en trok naar aartsrivaal River Plate met wie hij in 1986 landskampioen werd, de Copa Libertadores en de Wereldbeker voetbal won. In 1988 verliet hij zijn geboorteland en trok naar Spanje waar hij voor CD Logroñés en Real Madrid speelde. Met Real werd hij Spaans landskampioen in 1990. Daarna speelde hij nog voor CA Vélez Sársfield, AC Ancona, Club América, CA San Lorenzo de Almagro en CA Lanús, waar hij in 1997 zijn carrière beëindigde. Ruggeri staat bekend als een van de beste Argentijnse verdedigers ooit. Zijn bijnaam was El Cabezón.

## Interlandcarrière
Tijdens zijn carrière speelde Ruggeri op drie WK's met Argentinië. Hij maakte zijn debuut op 12 mei 1983 in de vriendschappelijke wedstrijd tegen Chili (2-2), net als invaller en de latere bondscoach Alejandro Sabella. In 1986 werd Ruggeri met Argentinië wereldkampioen en vier jaar later stond hij ook in de finale maar werd er verloren van West-Duitsland. In 1991 en 1993 won hij de Copa América. Nadat Argentinië op het WK 1994 van Roemenië verloor zette hij een punt achter zijn internationale carrière. In totaal speelde hij 97 wedstrijden waarin hij zeven keer scoorde. Ruggeri speelde 21 wedstrijden in de Copa América, een nationaal record dat hij deelt met José Salomón.

## Carrière

### Voetballer
- 1970-1980: Boca Juniors (jeugd)
- 1980-1985: Boca Juniors
- 1985-1988: River Plate
- 1988-1989: CD Logroñés
- 1989-1990: Real Madrid
- 1990-1992: CA Vélez Sársfield
- 1992: AC Ancona
- 1992-1993: Club América
- 1993-1997: CA San Lorenzo de Almagro
- 1997: CA Lanús

### Trainer
- 1998-2001: CA San Lorenzo de Almagro
- 2001-2002: Chivas de Guadalajara
- 2003: Tecos de Guadalajara
- 2003: Independiente
- 2003-2004: Elche CF
- 2004: Club América
- 2006: CA San Lorenzo de Almagro